# Kelvim Escobar
Pour les articles homonymes, voir Escobar.
Kelvim José Escobar Bolivar (né le 11 avril 1976 à La Guaira, Venezuela) est un lanceur droitier qui joue dans les Ligues majeures de baseball de 1997 à 2009 pour les Blue Jays de Toronto et les Angels de Los Angeles.

## Carrière
Kelvim Escobar signe son premier contrat professionnel avec les Blue Jays de Toronto le 9 juillet 1992. C'est avec cette équipe qu'il fait ses débuts dans le baseball majeur le 29 juin 1997. Escobar évolue comme lanceur partant et lanceur de relève pour Toronto jusqu'en 2003 puis s'aligne avec les Angels de Los Angeles d'Anaheim de 2004 à 2007, puis en 2009 pour un seul match. Il remporte 101 victoires contre 91 défaites en 411 matchs dans les majeures, dont 202 comme partant. Vainqueur d'au moins 10 matchs dans six saisons différentes, il fait particulièrement bien en 2007 pour les Angels avec ses 18 victoires contre 7 défaites et sa moyenne de points mérités de 3,40. Des blessures à l'épaule le limitent à un seul match joué après cette saison-là et ses tentatives de revenir dans les majeures échouent. 
La moyenne de points mérités en carrière d'Escobar s'élève à 4,15 en 1507 manches lancées. Il compte 1310 retraits sur des prises, 10 matchs complets, 4 blanchissages et 59 sauvetages dans ses 209 parties comme lanceur de relève. Un sommet de 38 de ces sauvetages est réalisé pour Toronto en 2002. Il participe aux séries éliminatoires avec les Angels en 2004, 2005 et 2007 où il gagne un match contre deux défaites, avec une moyenne de 3,66 points mérités accordés par partie en 19 manches et deux tiers au monticule.
Le 28 décembre 2009, Escobar signe un contrat d'un an avec les Mets de New York mais ne joue ni dans les majeures ni dans les mineures avec cette franchise. Il refait surface en 2013 et tente un retour après avoir passé l'hiver dans la Ligue vénézuélienne. Il signe en janvier un contrat avec les Brewers de Milwaukee mais est retranché par le club en mars pendant le camp d'entraînement.